# Plaza de la Yerba
La plaza de la Yerba es una plaza situada en Jerez de la Frontera (Andalucía, España). Originalmente fue una plaza intramuros de intensa actividad comercial, carácter tradicional que aún mantiene debido a su céntrica ubicación.
Estampa del Jerez romántico del siglo XIX, esta pequeña plaza, bonita y sombreada, representa siglos de historia de Jerez.
El trazado medieval de la plaza mantiene diferente estilos arquitectónicos, principalmente comercios tradicionales del siglo XIX, palacios barrocos y edificios civiles de la Edad Media. 

## Historia
En el Jerez amurallado, la Plaza de la Yerba era un pequeño espacio urbano que junto con la Plaza Plateros, comunicaba el eje comercial del Jerez andalusí, la actual calle Algarve y la Puerta Real, actualmente en la Plaza del Arenal. Pese a su pequeño espacio, destaca dentro del Jerez árabe junto a la Plaza Plateros debido a su cruce entre actividad comercial, la actividad religiosa (mezquitas y judería jerezana) y a la actividad militar (proximidad a la Plaza del Arenal).
Ejemplo de la actividad comercial que siempre tuvo la Plaza de la Yerba es que, las dos ferias que fueron otorgadas a Jerez de la Frontera por Alfonso X el Sabio, en mayo y en septiembre, confirmadas ambas posteriormente por Sancho IV el 23 de agosto de 1282, tenían lugar en la llamada Calle de la Feria. Esta calle transcurría desde la Puerta Real hasta la calle Francos, incluyendo la Plaza de la Yerba. Los vecinos de esta zona estaban obligados a poner lumbres a sus puertas, para iluminar el recinto, desde el toque de campana del alguacil.
La cruz sobre pedestal de mármol que se encuentra en el Cementerio de Jerez de la Frontera, delante de la Capilla, estaba en esta plaza como signo recordatorio de un milagro referente a la Virgen del Socorro, Copatrona de la ciudad. El Ayuntamiento la trasladó al cementerio en febrero de 1841.

## Nombres

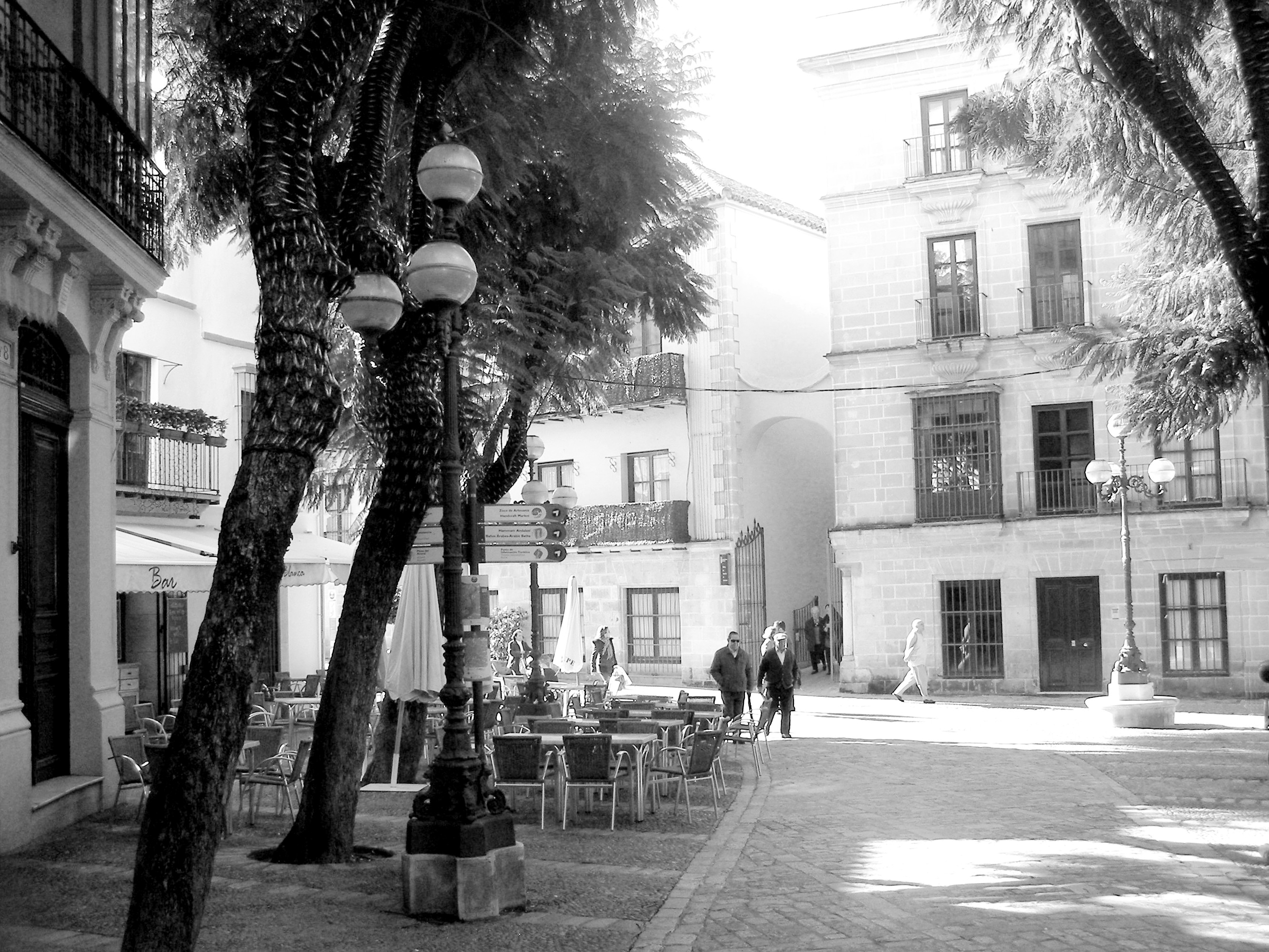
Plaza de la Yerba en blanco y negro.

La Plaza de la Yerba ha recibido nombres tales como:
- Plaza de la Borceguinería.
- Plaza de la Calcetería.
- Plaza de los Sombrereros (padrón del año 1608).

Popularmente también se la llegó a conocer como Plaza de las Vendedoras. 
El origen de su nombre se debe a que, junto con la actual Plaza Plateros, formaba antes el mercado de pan, hortalizas y berzas, además de otros oficios. 